# Lac Mihindi
Le lac Mihindi est un lac du Rwanda situé dans la parc nationale Akagera dans la province de l'Est, Côté est-nord du pays à la frontière de Tanzanie,.